# Афродита Хейла
Афродита Хейла (также Aphrodite Heyl) — статуэтка Афродиты из берлинского Античного собрания (инвентарный номер 31272), работа из терракоты 2-го века до нашей эры.
В 1930 году работа из коллекции немецкого мецената Максимилиана фон Хейла была приобретена для Античного собрания в Берлине. Название, под которым данное произведение известно сегодня, происходит от её владельца. В настоящее время он демонстрируется как часть постоянной экспозиции Старого музея в Берлине.

## Описание
На статуэтке высотой 37,6 см, созданной из терракоты, изображена изгибающаяся Афродита. Одежда, сделанная из тонкого материала, прикрывает её левую грудь, обнажая правую. Качество материала вокруг богини позволяет четко распознавать контуры её тела. Поскольку руки и ноги у скульптуры отломаны и не сохранились, трудно представить что хотел показать автор в этой статуе. Поскольку представляется, что богиня отвернулась от чего-то, что, возможно, держала в руках, можно предположить, что рядом с ней была ещё одна фигура. Её поднятая левая нога побуждает думать, что она опиралась на какой-то предмет, не исключено, что основание колонны. Волосы богини собраны на затылке и увенчаны диадемой. Изначально статуэтка была раскрашена — в складках её драпировки есть остатки ангоба, а также синие следы на диадеме и красные на одеянии.
Качество обработки камня со спины Афродиты гораздо хуже. Основное внимание неизвестного автора было на виде спереди. Зрачки богини обозначены небольшими углублениями. Статуэтка полая, о чём говорит овальное отверстие с её тыльной стороны, которое было сделано для выхода воздуха при обжиге работы в печи. Искусствоведы и историки считают, что статуэтка была сделана в Малой Азии в городе Мирина. Это место славилось произведениями из терракоты наряду с Танагрой в Беотии. Поскольку эти два места достигли апогея в своих работах, данное произведение датируется вторым веком до нашей эры.